# (7335) 1989 JA
(7335) 1989 JA es un asteroide que forma parte de los asteroides Apolo, descubierto el 1 de mayo de 1989 por Eleanor F. Helin desde el Observatorio del Monte Palomar, Estados Unidos.

## Designación y nombre
Designado provisionalmente como 1989 JA.

## Características orbitales
1989 JA está situado a una distancia media del Sol de 1,770 ua, pudiendo alejarse hasta 2,627 ua y acercarse hasta 0,9134 ua. Su excentricidad es 0,484 y la inclinación orbital 15,19 grados. Emplea 860,559 días en completar una órbita alrededor del Sol.

## Características físicas
La magnitud absoluta de 1989 JA es 17,0.